# Luxemburg op het Eurovisiesongfestival 1979
Luxemburg nam deel aan het Eurovisiesongfestival 1979 in Jerusalem, Israël. Het was de drieëntwintigste deelname van het land aan het Eurovisiesongfestival. De zangeres Jeane Manson zong het lied J'ai déjà vu ça dans tes yeux.

## Selectieprocedure
In tegenstelling tot een jaar eerder, werd in 1979 weer gekozen voor een interne selectie door de Luxemburgse nationale omroep. Er werd gekozen voor de zangeres Jeane Manson met het lied J'ai déjà vu ça dans tes yeux.

## In Jerusalem
Op het songfestival trad Luxemburg als dertiende aan, na België en voor Nederland. Op het einde van de puntentelling bleek dat Manson op een dertiende plaats was geëindigd met 44 punten. 
Nederland gaf 4 punten aan de inzending, België daarentegen geen enkel.

### Gekregen punten

#### Finale
| 12 punten     | 10 punten                      | 8 punten                | 7 punten                | 6 punten |
| ------------- | ------------------------------ | ----------------------- | ----------------------- | -------- |
|               | - Verenigd Koninkrijk          |                         | - Portugal              |          |
| 5 punten      | 4 punten                       | 3 punten                | 2 punten                | 1 punt   |
| - Griekenland | - Finland - Monaco - Nederland | - Ierland - Zwitserland | - Frankrijk - Noorwegen |          |

### Punten gegeven door Luxemburg

#### Finale
Punten gegeven in de finale:
| 12 punten | Frankrijk   |
| 10 punten | Spanje      |
| 8 punten  | Israël      |
| 7 punten  | Ierland     |
| 6 punten  | Finland     |
| 5 punten  | Griekenland |
| 4 punten  | Denemarken  |
| 3 punten  | Portugal    |
| 2 punten  | Noorwegen   |
| 1 punt    | Duitsland   |

1956 · 1957 · 1958 · 1959 · 1960 · 1961 · 1962 · 1963 · 1964 · 1965 · 1966 · 1967 · 1968 · 1969 · 1970 · 1971 · 1972 · 1973 · 1974 · 1975 · 1976 · 1977 · 1978 · 1979 · 1980 · 1981 · 1982 · 1983 · 1984 · 1985 · 1986 · 1987 · 1988 · 1989 · 1990 · 1991 · 1992 · 1993 · 1994-2023 · 2024 · 2025